# Pedro de Ambuesa
Pedro de Ambuesa fue un arquitecto activo en la primera mitad del siglo XVII en la ciudad de Valencia (España). Perteneciente a una familia de canteros de origen francés, entre los que se encontraban su padre Joan de Ambuesa y Joan Cambra. 
Hijo de Joan Ambuesa y Ursola Catalán, en 1611 contrae matrimonio en la Villa de Rubielos de Mora (Teruel) con Mariana Villanueva, hija de Miguel y Juana de Ramos, natural de Tuescar. 

## Obras
Pedro de Ambuesa intervino en obras de relieve del ámbito valenciano y turolense como el Monasterio Jerónimo de San Miguel de los Reyes de Valencia, diversas obras en Rubielos de Mora (Teruel), y las iglesias parroquiales de Liria y Ademuz.